# Кет-Кап
Кет-Кап (в переводе с якутского Кет — "летать", Кап "корабль") — гора в горном хребте Кет-Кап, в восточной части Алданского нагорья. Располагается на правом берегу реки Учур, на границе Якутии и Хабаровского края..